# Pubert
 (décembre 2023).
 (décembre 2023).
Pubert est une société familiale vendéenne dont l'histoire remonte à 1840. À l'origine de la fabrication des charrues agricoles, la société est devenue aujourd'hui un leader mondial dans la conception et la fabrication de machines pour l'entretien des sols et jardins.

## Histoire
L’entreprise Pubert a été fondée en 1840 à Chantonnay où son siège social et son principal centre de production se trouvent encore aujourd’hui. Depuis sa création, six générations se sont succédé à la tête de cette entreprise familiale.
Les premiers industriels de la famille ont inventé le brabant réversible au milieu du XIXe siècle. Au milieu du XXe siècle, Pubert a su s’adapter à la mécanisation de l’agriculture et en 1976, commercialise sa première motobineuse.
En 1987, pour prouver la qualité de ses motoculteurs, Pubert réalise un record du monde d’endurance de labour : 24 heures non-stop. Il sera inscrit au Livre Guinness des records.
En 2000, l’entreprise est le premier constructeur européen et depuis 2005, le premier constructeur mondial de motobineuses.
En 2021, le président Jean-Pierre Pubert se voit décerner le Grand Prix de l'entrepreneur pour la région Ouest.
En 2023, l'entreprise ouvre un magasin de vente à Chantonnay.

## Produits
Pubert est constructeur de : 
- Motobineuses (1er constructeur mondial) et motofaucheuses
- Débroussailleuses à roues
- Scarificateurs
- Scies à bûches
- Broyeurs de végétaux
- Produits pour le désherbage mécanique
- etc...

Pubert est aussi fournisseur de grandes marques tel que Honda, Husqvarna et Staub, ainsi que de grandes enseignes telles que Leroy Merlin, Castorama ou Bricomarché.

## Données
Chiffre d’affaires : 95 M€ (en 2022)
Export : 75 % du chiffre d’affaires en 2010.
Production : environ 150 000 motoculteurs/an – 20 % à 25 % du marché mondial
Sociétés du groupe Pubert :  
- Société Pubert à Chantonnay, Vendée, France (siège social)
- Société Kiva à Lons-le-Saunier, Jura, France (filiale)
- Société Sabre France à Dieppe, Seine-Maritime (filiale)
- Société PMG Taral à Eskişehir, Turquie (joint-venture)

Effectif groupe : environ 300 personnes
Présence à l’international : présent dans 40 pays sur 5 continents, Pubert obtient en 2016 le statut d'exportateur agréé par les douanes.

## Direction
- Jean-Pierre Pubert : Président Directeur Général (depuis 1984)
- François Gelot : Directeur industriel
- Patrice Mazeron : Directeur commercial
- Christophe Mauboussin : Directeur financier
- Charles Pubert : Directeur opérationnel